# مقاطعة والكر (تكساس)
مقاطعة والكر (بالإنجليزية: Walker  County)‏ هي إحدى المقاطعات في ولاية تكساس، الولايات المتحدة الأمريكية.

## أعلام
- سلاتر مارتن
- توم إليس
- ريكي لي غرين